# 姆比魯魯梅河
2°12′18″S 29°33′36″E / 2.204875°S 29.559917°E
姆比魯魯梅河（Mbirurume）是盧旺達的河流，位於該國西部，屬於尼亞巴隆哥河的支流，河道全長51公里，發源自尼温圭国家公园北部尼亞馬加貝縣。